# Charles Monsalvo
Charles Júnior Monsalvo Peralta, noto semplicemente come Charles Monsalvo (Santa Marta, 26 maggio 1990), è un calciatore colombiano, attaccante svincolato.